# Triler (žanr)
Triler je filmski, televizijski i književni žanr prepun napetosti i iznenađenja. Trileri jako stimulišu gledaočevo rasploženje, pružajući mu osećaje napetosti, uzbuđenja, iznenađenja, iščekivanja i strepnje. Uspešni primeri trilera su filmovi Alfreda Hičkoka.
Trileri generalno drže gledaoce „na ivici” dok se radnja filma približava svom vrhuncu. Skrivanje važnih informacija je uobičajen element.
Triler se obično okreće oko negativnog lika, koji obično predstavlja vrstu prepreke koju glavni glumac ili glumica mora da preskočiti.

## Karakteristike
Pisac Vladimir Nabokov je rekao, na svojim predavanjima na Kornel Univerzitetu: „U Anglo-Saksonskom trileru, negativac je generalno kažnjen, a tihi, jaki čovek osvaja slabu, brbljivu devojku, ali nigde u Zapadnim zemljama ne postoji zakon koji kaže da moramo uvek da se držimo pravila, tako da nam uvek ostaje nada da će zli, ali romantični momak izbeći kaznu, a da će dobri ali dosadni momak biti na kraju ostavljen od strane ćudljive heroine”.
Trileri može biti definisan po osećanju koje izaziva: iščekujuće uzbuđenje. Ukratko ako stvara uzbuđenje, onda je triler.

### Neizvesnost
Neizvesnost je bitan faktor u žanru trilera.Kod gledaoca izaziva osećaj zadovoljavajuće fascinacije i uzbuđenja pomešanih sa razumevanjem,iščekivanjem i tenzijom.Ovo se razvija od nepredvidljivih, misterioznih i uzbuđujućih događaja tokom radnje, koje teraju gledaoca ili čitaoca da razmišljaju o posledicama određenih akcija.Neizvesnost se pojačava kako bi one finalne momente, bez obzira koliko kratki oni bili, učinili nezaboravnima. Neizvesnost u priči tera čitaoca da ne staje sa čitanjem ili gledanjem sve do svršetka.
U okvirima očekivanja od same priče,može se uporediti sa znatiželjom i iznenađenjem. Cilj je preneti priču sa neprekidnom tenzijom, iznenađenjem, i stalnim osećanjem neizbežne propasti.Neizvesnost se u filmovima obično postiže kombinacijom nade i strepnje, koje se stvaraju o iščekivanju zaključnog dela filma-Nade da će sve ispasti dobro, i strepnje da ipak neće. Druga vrsta neizvesnosti je iščekivanje koje se javlja u trenucima u kojima tačno znamo šta će se dogoditi, ali sa nestrpljenjem očekujemo da se to zaista i ostvari.